# Udby Vig
Udby Vig er en lille vig yderst på Tuse Næs i Isefjorden, vest for Orø. Den dannes af den fra nord kommende halvø Hønsehalsen, og afgrænses mod syd af pynten med Bognæs Skov.
Vigen har navn efter Udby.
Området omkring vigen er en vigtig botanisk lokalitet med endnu relativt uspolerede enge, kær og overdrevsskrænter med plantesamfund, som tidligere havde større udbredelse, men i dag er sjældne på grund af dræning, gødskning, pesticider, opdyrkning eller tilgroning. Vigen og dens omgivelser udgør Natura 2000-område nr. 155 Udby Vig, og 111 hektar omkring vigen blev fredet i 1998 på grund af arealernes store biologiske værdier.

## Landskabet
Udby Vig ligger som et lavvandet beskyttet fjordområde omgivet af skove og høje bakker mod nord og syd. I Hønsehals Skov mod nord når bakkerne en høje på ca. 50 m. Mod syd ved Bognæs Skov er de noget mindre. Fra de højtliggende partier er udsigten over vigen og Isefjordslandskabet ganske imponerende.
Hønsehalsen nord for Udby Vig er dannet som et langstrakt drag af opskyllede sten, som i dag forbinder ”hønsehovedet” – en tidligere holm i fjorden – med bakkelandskabet. I den magre bund domineres vegetationen, af gyvel.
Engene mod nord og syd går over i littorinaskrænter med karakter af overdrev. Nærmest skrænterne findes kærpartier.

## Flora
På engene ved vigen findes en zonering af vegetationen betinget af saltpåvirkninger yderst og fersk grundvandspåvirkning ved foden af skrænterne.
Områdets største botaniske værdier er knyttet til rigkærene, som er bemærkelsesværdige i kraft af deres størrelse og ikke mindst deres mangfoldighed af sjældne og halvsjældne plantearter, f.eks de to rødlistede og fredede orkideer langakset trådspore og hvidgul gøgeurt (en underart af kødfarvet gøgeurt). Fra engene og skovene ved Udby Vig kendes 10-15 forskellige arter af orkideer, men enkelte er dog ikke set de seneste år og flere er blevet sjældne.

## Fredningen
I 1970'erne blev nogle botanikere opmærksomme på, at engene ved Udby Vig endnu rummede en enestående artsrig flora udviklet gennem århundreders høslæt og græsning. Amtets naturafdeling prioriterede engene som biologisk kerneområde i 1985, og i 1990 blev der af Danmarks Naturfredningsforening, Holbæk Kommune og Vestsjællands Amt i fællesskab rejst fredningssag for området. På grund af mange lodsejeres generelle uvilje og særinteresser, tog sagsbehandlingen tid, og først i 1997 var fredningsnævnet klar med en afgørelse, som med mindre justeringer blev stadfæstet i Naturklagenævnet 1998.